# سیارک ۱۵۷۳۲
سیارک ۱۵۷۳۲ (به انگلیسی: 15732 Vitusbering، نامگذاری:1990VZ5) پانزده هزار و هفتصد و سی و دومین سیارک کشف شده‌است که در ۱۵ نوامبر ۱۹۹۰ کشف شد.
قدر مطلق سیارک برابر ۴۰.۷ است.